# Janina Korpała
Janina Korpała (ur. 24 października 1936 w Stanisławicach) – polska polityk, posłanka na Sejm PRL IX kadencji.

## Życiorys
W 1952 skończyła Zasadniczą Szkołę Odzieżową w Krakowie i podjęła pracę w Krakowskich Zakładach Odzieżowych jako szwaczka, a od 1982 – magazynierka. Do Polskiej Zjednoczonej Partii Robotniczej wstąpiła w 1955. Była członkiem Komitetu Zakładowego PZPR. W 1985 uzyskała mandat posłanki na Sejm PRL IX kadencji w okręgu Kraków Podgórze, zasiadając w Komisji Polityki Społecznej, Zdrowia i Kultury Fizycznej. Zasiadała również w Radzie Narodowej miasta Krakowa.

## Odznaczenia
- Krzyż Kawalerski Orderu Odrodzenia Polski
- Medal 40-lecia Polski Ludowej
- Srebrna Odznaka Przemysłu Lekkiego
- Złota Odznaka „Za Pracę Społeczną dla Ziemi Krakowskiej”
- Złota Odznaka „Za Pracę Społeczną dla Miasta Krakowa”